# Ann Demeester
Ann Demeester (Brugge, 1975) is een Belgisch kunstcritica en museumdirecteur. Zij werkte bij verschillende kunstencentra en musea in België en Nederland en is sinds 2022 in Zwitserland directeur van het Kunsthaus Zürich.

## Loopbaan
Demeester studeerde Germaanse filologie (Duitse taal- en letterkunde) aan de Universiteit Gent en behaalde haar Master of Cultural Studies aan de Katholieke Universiteit Leuven. Haar leermeester in de museumpraktijk was de Vlaamse museumdirecteur, conservator en curator Jan Hoet. Onder zijn supervisie organiseerde ze exposities en projecten, zowel in België (SMAK in Gent en Poëziezomer 2000 in Watou) als in Duitsland (MARTa Herford). 
Van 2003 tot 2006 was ze directeur van expositie- en productiecentrum voor hedendaagse kunst W139 in Amsterdam. Daarna was ze van mei 2006 tot en met januari 2014 directeur van het Amsterdamse kunstencentrum De Appel. Samen met Kestutis Kuizinas was ze in 2009 curator van de X Baltic Triennial of International Art "Urban Stories" in Vilnius (Litouwen).
Van 1 februari 2014 tot 1 februari 2022 was ze directeur van het Frans Hals Museum in Haarlem. Daarnaast is ze sinds 2020 bijzonder hoogleraar Kunst en Cultuur op de Anton van Duinkerken-leerstoel aan de Radboud Universiteit Nijmegen.
Tijdens de coronacrisis in Nederland in 2020 en 2021 kwam Ann Demeester als woordvoerder van de culturele sector regelmatig op voor de essentiële positie van de cultuur in de door de pandemie beheerste samenleving.
In juli 2021 kondigde zij haar vertrek aan bij het Frans Hals Museum per 1 februari 2022. Demeester zou per 1 januari 2023 benoemd worden tot directeur van het Kunsthaus Zürich, maar in verband met de aandacht vragende discussie over de dubieuze herkomst van een deel van de collectie (de Sammlung E. G. Bührle) werd haar aanstelling vervroegd naar 1 oktober 2022.
In januari 2023 hield Ann Demeester in de Schiffbau (dependance van het Schauspielhaus Zürich) een 'inaugurele rede' waarin ze haar museale opvattingen ontvouwde onder de titel Kunst und Wohlbefinden auf Rezept.
Publicitaire activiteiten
Van 2001 tot 2007 maakte Demeester deel uit van de redactie van de driemaandelijkse Gentse literair tijdschrift Yang. Voorts werkte ze als journaliste bij de cultuurredacties van de Vlaamse dagbladen De Morgen en De Financieel-Economische Tijd. Demeester zit in de redactieraad van de kunsttijdschriften A Priori Magazine en F.R. David.

## Publicaties (selectie)
- W139: Amsterdam, Report of an Ongoing Journey. ROMA publication, band 84. Stichting W139, Amsterdam, 2006. ISBN 978-9-0774-5911-9
- Frans Hals Museum – Director’s Choice. Scala Arts & Heritage Publ., London, 2018. ISBN 978-1-7855-1161-5

Co-auteur
- met Jennifer Tee, Xander Karstens & Stijn Huijts: E*V*O*L E*Y*E-LAND*S*-END. Artimo, Amsterdam, 2004. ISBN 978-9-0758-8328-2
- met Natasha Conland: Mystic Truths. Auckland Art Gallery, 2007, ISBN 978-0-86463-273-9
- met Valérie Mannaerts & Anselm Franke: Valérie Mannaerts: An Exhibition--another Exhibition. Sternberg Press, Berlin, 2011. ISBN 978-1-9341-0536-8
- met Jan Hoet e.a.: Kati Heck. Hatje Cantz, Ostfildern, 2016. ISBN 978-3-7757-4131-6